# Gouden schallebijter
De gouden schallebijter of gouden loopkever (Carabus auratus) is een kever uit de familie loopkevers (Carabidae). De wetenschappelijke naam van de soort werd in 1761 gepubliceerd door Carl Linnaeus.

## Algemeen
Net zoals sommige bladhaantjes en de gouden tor (Cetonia aurata) heeft deze soort een opvallende metaalglans over het lichaam. Deze is door de grootte van 20–25 millimeter goed te zien, met name op de gladdere dekschilden. Bij deze soort zijn deze dekschilden sterk in de lengte gegroefd, en de groeven hebben een oranje-roze met groene schakering. Ook de randen van de dekschilden en het borststuk hebben deze kleur. De poten en eerste vier leden van de sprieten zijn rood tot geelbruin. Deze soort kan niet vliegen, maar wel snel lopen om zowel prooien te achterhalen als vijanden te ontvluchten.
De gouden schallebijter kan onderscheiden worden van de goudglanzende schallebijter (Carabus auronitens) door de kleur van de antennes: bij de goudglanzende schallebijter is alleen het eerste lid rood, bij de gouden schallebijter zijn de eerste vier leden van de antennes rood. Bij de gouden schallebijter is bovendien de achterrand van de dekschilden ingesneden en bij de goudglanzende schallebijter niet.

## Voedsel en verspreiding
De gouden schallebijter is voornamelijk een jager die prooien aankan groter dan de eigen lengte, zoals slakken, insectenlarven en regenwormen, maar ook aas wordt gegeten.
De kever komt voor in het westelijk deel van Centraal-Europa, ook in Nederland en België. In België is zijn verspreiding de laatste decennia teruggelopen en wordt hij vooral in Wallonië teruggevonden. Op de Vlaamse Rode Lijst (loopkevers) wordt hij aangemerkt als bedreigd.
De geprefereerde habitat is een strooisellaag vol kleine ongewervelden, voornamelijk in bosranden maar ook in graslanden, akkers, stadsparken en tuinen onder stenen en dood hout is deze soort te vinden.

## Ontwikkeling
De eitjes worden in de bodem gelegd, en de larve, die drie keer vervelt, leeft in de bladlaag. De larve ziet eruit als een verlengde maar vooral platte pissebed, en heeft al zes goed ontwikkelde poten en grote kaken. De larve ontwikkelt zich in acht tot tien weken en leeft ook van zowel ongewervelden als aas. De volwassen kevers zijn van de lente tot de late herfst te zien. De soort overwintert als volwassen dier.